# Cercopis
Krasanka (Cercopis) – rodzaj pluskwiaków z podrzędu cykadokształtnych i rodziny krasankowatych.
Pluskwiaki te mają prostą przednią krawędź przedplecza. Ich przednie skrzydła są czarne z czerwonymi znakami, przy czym krawędź skrzydła pozostaje czarna.
W Europie występują 4 gatunki, z czego w Polsce 2.
Łącznie opisano 26 gatunków:

- Cercopis alni Schrank, 1801
- Cercopis arcuata Fieber, 1844
- Cercopis bicolor Gmelin, 1789
- Cercopis brunnescens (Melichar, 1912)
- Cercopis cognata (Distant, 1908)
- Cercopis corticina (Melichar, 1902)
- Cercopis costai Metcalf, 1961
- Cercopis decorata (Melichar, 1902)
- Cercopis distincta (Melichar, 1896)
- Cercopis gratiosa Blanchard, 1840
- Cercopis guttata Gmelin, 1789
- Cercopis haupti Metcalf, 1961
- Cercopis intermedia Kirschbaum, 1868
- Cercopis leucoptera Gmelin, 1789
- Cercopis lineolata Gmelin, 1789
- Cercopis lutea Schellenberg, 1802
- Cercopis musiva (Haupt, 1917)
- Cercopis nebulosa Gmelin, 1789
- Cercopis numida Guérin-Méneville, 1844
- Cercopis pallipes Fabricius, 1803
- Cercopis perplexa (Melichar, 1902)
- Cercopis sabaudiana Lallemand, 1949
- Cercopis sanguinolenta (Scopoli, 1763) – krasanka przepaskówka
- Cercopis unicolor Gmelin, 1789
- Cercopis venosa Gmelin, 1789
- Cercopis vulnerata (Rossi, 1807) – krasanka natrawka

Porównanie typowych wzorów skrzydeł przednich gatunków europejskich
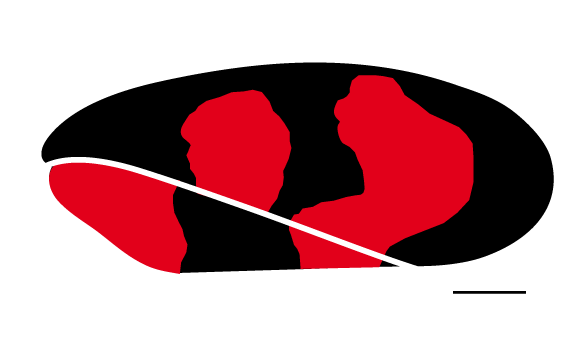
krasanka natrawka
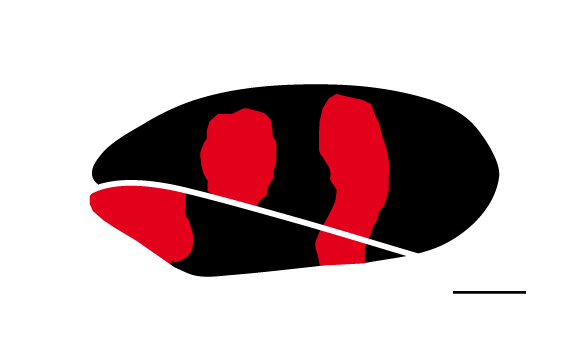
krasanka przepaskówka
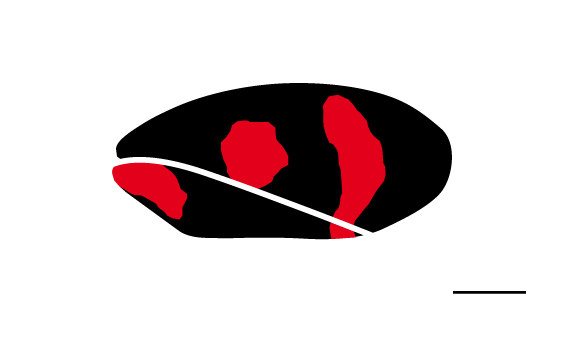
Cercopis arcuata
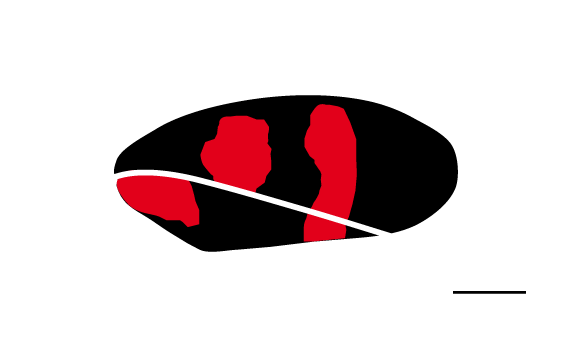
Cercopis intermedia